# 李玉赋
李玉赋（1954年10月—），男，江苏苏州人，中华人民共和国的政治人物。北京大学政治经济学专业毕业，在职研究生学历，北京大学政治经济学博士。中共第十六届中纪委委员，第十七、十八届中纪委委员、常委、副书记，第十九届中央委员。

## 生平

### 早年经历
1972年12月，李玉赋获推荐，进入上海重型机器厂技校锻压专业学习、工作；两年后毕业，随即在上海重型机器厂工作，曾任该厂共青团委副书记；1975年12月，加入中国共产党。1978年6月至11月，李玉赋在中央团校学习；学习结束后，被安排到中共中央组织部工作；期间，曾在北京大学国际政治系政治学专业干部专修科学习。

### 仕途
1988年3月，34岁的李玉赋调入刚恢复成立不久的监察部，开启长达26年的纪检监察工作经历；历任监察部办公厅综合处副处长、处长，副局级监察专员。1993年1月起，经中共中央、国务院决定，中纪委与监察部合署办公，实行“一套工作机构、两个机关名称”，履行党的纪律检查和政府行政监察两项职能。 李玉赋随即担任中纪委监察综合室（副局级）检查员、监察专员，此后又历任综合室副主任，正局级检查员、监察专员，综合室主任；期间，在北京大学行政管理专业学习，获管理学硕士学位。
2001年4月，任中国共产党中央纪律检查委员会副秘书长兼监察综合室主任；2002年11月，在中共十六大上，当选中纪委委员；同年12月，被任命为监察部副部长（至2007年12月）；期间，于2001年9月至2007年1月，在北京大学政治经济学专业学习，获经济学博士学位。2007年10月，在中共十七大后召开的中纪委全体会议上，当选中国共产党中央纪律检查委员会副书记。
2014年10月，接替陈豪，调任全国总工会党组书记；并于当年12月24日，当选中华全国总工会副主席、书记处第一书记。2018年10月25日，中华全国总工会第十七届执行委员会召开第一次全体会议，选举全总十七届执委会主席、副主席和主席团委员，他当选为全总副主席。2020年12月，不再担任全总党组书记职务。次年2月，卸任全总行政职务。
2015年6月18日，上海市第十四届人大常委会第二十一次会议补选为第十二届全国人民代表大会代表。2021年3月，增补为全国政协文化文史和学习委员会副主任、第十三届全国政协委员。